# Charles Joseph Gahan
Charles Joseph Gahan, född 20 januari 1862 i Roscrea County, Tipperary, död 21 januari 1939 i Aylsham, Norfolk, var en irländsk entomolog som specialiserade sig på skalbaggar, framförallt långhorningar. Gahan anställdes vid Natural History Museum 1886. Han var ordförande för Royal Entomological Society mellan 1917 och 1918.
Auktorsnamnet Gahan kan användas för Charles Joseph Gahan i samband med ett vetenskapligt namn inom zoologin; se Wikipedia-artiklar som länkar till auktorsnamnet.